# Tao Jin
Tao Jin (en chino, 陶金; pinyin, Táo Jīn; Wade-Giles, T'ao Chin) (Shanghái, China, 2 de junio de 1985) es un futbolista chino que actualmente juega como defensa para el Shanghái Shenhua de la Super Liga China.

## Carrera futbolística
Tao Jin comenzó su carrera futbolística profesional en 2006 con el Shanghái Shenhua tras licenciarse en su equipo juvenil. Tendría que esperar hasta la liga de 2008 antes de que hiciera su debut profesional en un partido de liga ante el Hangzhou Greentown FC el 30 de agosto de 2008 en un empate a uno. A pesar de su limitado tiempo de juego con el Shanghái Shenhua fue todavía incluido en el equipo del Shanghái para la Liga de Campeones de la AFC de 2009 y bajo las órdenes de Jia Xiuquan como nuevo entrenador del equipo empezaría a establecerse en la defensa del equipo durante toda la temporada.